# 沖縄県道54号線
沖縄県道54号線（おきなわけんどう54ごうせん）は沖縄県糸満市糸満と島尻郡八重瀬町仲座とを結ぶ一般県道。

## 概要

### 区間
- 起点・糸満市字糸満（沖縄県道77号糸満与那原線、バイパスの起点は同市字照屋）
- 終点・島尻郡八重瀬町字仲座（国道331号・沖縄県道15号線・沖縄県道250号糸満具志頭線）
- 総延長・2.92km（実延長も同じ）
（現在終点は実質糸満市字真壁であるため、距離も糸満市糸満 - 真壁間のみで具志頭方面は県道250号糸満具志頭線に含まれている。糸満具志頭線は6.1kmあるため、一部区間を除き、この路線となるためそれを含むと約8kmとなる）

### 通過自治体
- 糸満市-島尻郡八重瀬町

### 交差する道路
- 沖縄県道77号糸満具志頭線（起点）
- 沖縄県道250号糸満具志頭線（糸満市糸満 - 終点）
- 沖縄県道7号奥武山米須線（糸満市国吉・真壁）
- 国道331号（終点）
- 国道507号（終点・国道331号と重複）
- 沖縄県道15号線（終点）

### 重複道路
- 沖縄県道250号糸満具志頭線（糸満市糸満 - 終点）

### 主な交通規制
- 糸満市糸満バイパス分岐点 - 起点・大型車通行禁止
- 糸満高校前→起点・一方通行（起点向けに）

### 路線バス
いずれも琉球バス交通による運行。
- 81番・西崎向陽高校線 糸満市新垣十字路 - 八重瀬町仲座
- 107番・南部循環（真壁廻り）線 糸満市糸満バイパス分岐点→照屋→（高嶺大里）→新垣十字路→真栄平→（宇江城）→真壁小学校前→真壁県道7号交点
- 108番・南部循環（喜屋武廻り）線 糸満市真壁県道7号交点→真壁小学校前→（宇江城）→真栄平→新垣十字路→（高嶺大里）→照屋→糸満バイパス分岐点

## 歴史・特徴
- 1953年（昭和28年）に琉球政府道54号線として指定されたが、当時は三和村（現糸満市）新垣 - 具志頭村（現八重瀬町）仲座の区間のみで、1965年（昭和40年）に現在の区間にまで延長された。1972年（昭和47年）の本土復帰と同時に県道54号線となった。
- もともと道路状況はあまりよくなく、特に唯一住宅地が密集している起点（糸満市糸満）付近は道幅が狭く、1980年（昭和55年）から糸満高校前から県道77号方面のみの一方通行と糸満市糸満の区間を大型車の通行を規制している。またこの付近には大型車通行できる道路がないため、2km先から規制予告の標識が設置されていた。そのため県道77号へ抜けるバイパスを建設し、1985年（昭和60年）に一部の市道を昇格させて糸満市照屋に抜けるバイパスが開通した。以後その他の区間も歩道設置などの道路整備が進んだ（照屋方面のバイパスが開通しても糸満高校方面の旧道は未だ県道指定されたままだが、糸満小学校前の県道77号と交点部分は2000年代に改良され、直接県道へ抜けられないようになった）。
- この路線は糸満市街からこのまま終点の八重瀬町仲座へ向かうルートと糸満市国吉から分かれて真壁に向かうルートの2通りある。現在はいずれも同じ路線だが、1996年（平成8年）に糸満市西崎 - 具志頭村（現八重瀬町）仲座の区間が県道糸満具志頭線（県道250号）に指定されたため、今後は起点 - 真壁方面のみが県道54号となる。なお、現在糸満市真栄里〜八重瀬町仲座の部分の大半が標識が県道250号に変わったため、実質県道54号の標識が立てられているのは起点〜糸満市真栄里と同市国吉から分岐し真壁方面に向かうルートのみとなった。